# Arrêté français du 28 décembre 1976 relatif aux tolérances grammaticales et orthographiques
L’arrêté du 28 décembre 1976, signé par le ministre de l'éducation nationale René Haby, concerne les « tolérances grammaticales et orthographiques ».

## Description
Il prend le relais de l’arrêté du 26 février 1901 relatif à la simplification de l'enseignement de la syntaxe française : il énonce les cas pour lesquels une tolérance sera admise, lors des examens et des concours nationaux, en matière d'écriture de la langue française.
Il s'agit d'un cas, assez rare, par lequel l’État édicte précisément, et unilatéralement, les formes grammaticales et de conjugaison qu'il estime bonnes, fausses, ou tolérables.
Cet arrêté est toujours d'actualité: le ministère de l'Éducation nationale rappelle les correcteurs, notamment, de cette réforme, en 2016.
Le gouvernement apporte les précisions suivantes : 

« Il ne revient pas au ministère de l’Éducation nationale de déterminer les règles en vigueur dans la langue française. Ce travail revient à l’Académie française depuis Richelieu, qui assigna pour principale fonction à cette instance de donner des règles certaines à notre langue :
- Le conseil supérieur de la langue française a adopté en 1990 des rectifications de l’orthographe, approuvées par l’Académie française. Les éléments sont disponibles sur le site de l’Académie française. L’orthographe en vigueur est aussi disponible via le dictionnaire de l’Académie française

Ces règles sont une référence mais ne sauraient être imposées, les deux orthographes sont donc justes :
- Pour l’enseignement de la langue française, le professeur tient compte des rectifications de l’orthographe proposées par le rapport du conseil supérieur de la langue française, approuvées par l’Académie française (Journal officiel de la République française du 6 décembre 1990).
- Pour l’évaluation, il tient également compte des tolérances grammaticales et orthographiques de l’arrêté du 28 décembre 1976 (Journal officiel de la République française du 9 février 1977). »